# 大刀進行曲

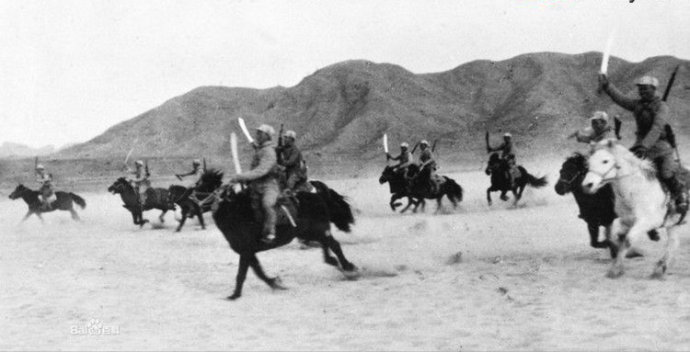
高举大刀衝鋒的國民革命軍第29軍大刀隊

《大刀進行曲》又名《大刀向鬼子們的頭上砍去！》，副標題是“獻給二十九軍大刀隊”。作曲家麥新（原名孫培元）作於1937年8月8日，同年9月刊載於《大眾歌聲》第二集。此曲為歌頌當時駐守長城、在缺乏武器及彈藥下仍以大刀為武器，與日軍英勇肉搏拼殺的國民革命軍第29軍「大刀隊」而作。

## 創作背景
1937年7月7日蘆溝橋事變，日军开始全面侵华，這首歌即是獻給駐守蘆溝橋的國民革命軍第29軍「大刀隊」。由于该曲在中国军民中获得广泛传唱，在傳唱過程中作過修改。其中“二十九军的弟兄们”变为“全国武装的同胞们”、“咱们二十九军不是孤军”变为“咱们中国军队勇敢前进”。
歌曲情绪激昂，句首的一拍一音改成切分音，更表現出對敵人的無比仇恨。在麥新所作60多首歌曲中，此曲為其代表作。

## 歌词

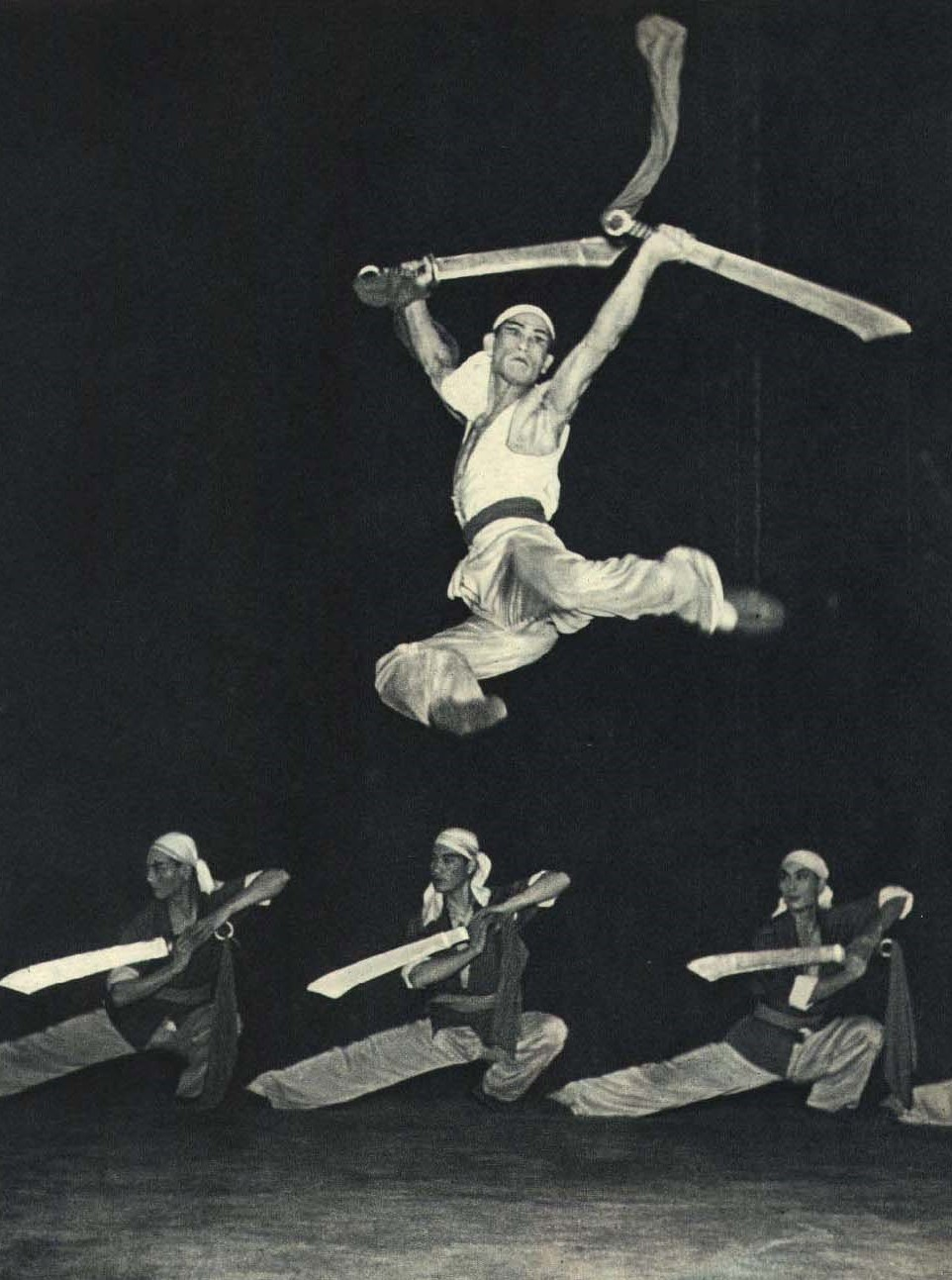
1963年中央民族歌舞团《大刀进行曲》

| “ | 大刀向鬼子们的头上砍去！ 全国武装的弟兄们！ 抗战的一天来到了， 抗战的一天来到了！ 前面有东北的义勇军， 后面有全国的老百姓， 咱们军民团结勇敢前进！ 看准那敌人！把他消灭，把他消灭！ 冲啊！ 大刀向鬼子们的头上砍去！ 杀！ | ” |